# Vữa thạch cao

Đổ khuôn tượng đất bằng thạch cao

Vữa thạch cao được tạo thành từ bột thạch cao. Để làm bột thạch cao, người ta cho khoáng thạch cao (CaSO4·2H2O) vào lò nung nhiệt độ cao (105-150 °C) để làm mất nước
CaSO4·2H2O + t° → CaSO4·0,5H2O + 1,5H2O dưới dạng hơi
sau đó đem nghiền thành bột thạch cao.
Dùng bột thạch cao trộn với nước theo tỷ lệ khoảng 50/50 ta có vữa thạch cao. Vữa thạch cao đông rắn trong khoảng từ 3 đến 5 phút.Thời gian đông kết cũng như độ cứng của vữa phụ thuộc vào tỷ lệ nước còn lại trong bột thạch cao sau quá trình nung khoáng thạch cao (tỷ lệ nước tỷ lệ nghịch thời gian đông rắn và độ cứng của vữa). Người ta dùng vữa thạch cao trong y tế (bó bột, khâu chế tạo chân tay giả, nha khoa), làm phấn viết, phấn trang điểm, trong mỹ nghệ kim hoàn (khuôn đúc, phôi xi mạ, độn ruột...), trong việc tạo hình, đổ khuôn, đúc tượng của ngành điêu khắc và các ngành ứng dụng khuôn mẫu (đúc nhựa, đúc đồng, làm gạch, men sứ, gốm...), ứng dụng trong xây dựng như vách ngăn, trần, phun tạo bề mặt tường, chi tiết trang trí công trình kiến trúc (Trần, phào, chỉ, hoa văn...). Điều chế thiết bị lọc nước, chất lỏng trong gia dụng, công nghiệp.